# Nicos Poulantzas
Nicos Poulantzas (grekiska: Νίκος Πουλαντζάς), född 21 september 1936 i Aten, död 3 oktober 1979 i Paris, var en grekisk-fransk marxistisk sociolog. 
Under 1970-talet var Poulantzas, tillsammans med Louis Althusser, den ledande representanten för strukturalistisk marxism, men blev till skillnad från Althusser eurokommunist. Han är mest känd för sina teoretiska arbeten om staten, men han har även bidragit till marxistiska analyser av fascismen.

## Livet
Poulantzas föddes i Grekland och blev politiskt aktiv under studietiden och anslöt sig till Enade demokratiska vänstern (grekiska Ενιαία Δημοκρατική Αριστερά), som var en frontorganisation för Greklands kommunistiska parti. Han anslöt sig inte till partiet förrän efter statskuppen 1968, då han bodde i Paris. Här blev han en del av kretsen kring Althusser tillsammans med andra marxister som Étienne Balibar, Pierre Macherey, Jacques Rancière och Régis Debray. Han blev en tongivande marxist, både genom sina böcker och sina artiklar, särskilt i New Left Review. Han kämpade emellertid med depression och begick 1979 självmord, 43 år gammal.

## Arbetet

### Klassteori
Poulantzas utvecklade Althussers strukturalistiska marxism mot en stats- och klassteori i boken Politisk makt och sociala klasser (1968). Det viktigaste i hans klassanalys bygger på Althussers tanke att varje konkret samhällsanalys är en kombination av olika produktionssätt och att nivåerna i det kapitalistiska produktionssättet har en "relativ autonomi". Därför är klassförhållandena under kapitalismen betydligt mer komplexa än vad som kan fångas i en ekonomistisk reducering till den materiella produktionen med dess klasser, bourgeoisien och proletariatet. Klasserna är inte bara objektiva fenomen, som kan bestämmas utifrån den kapitalistiska ekonomin, utan "klassbegreppet täcker klasspraktikens enhet – 'klasskamp' – dvs de sociala förhållandenas enhet såsom effekter av de strukturella nivåernas enhet". Klasserna konstitueras begreppsligt i klasskampen och därmed avvisar Poulantzas den traditionella uppdelningen av klasser i en objektiv "klass i sig" och en subjektiv "klass för sig". De är effekter av den sociala praktiken på alla nivåer.

### Statsteori
Även i fråga om staten utvecklade strukturella marxister nya teorier. Eftersom den ekonomiska utsugningen under kapitalismen sker direkt i produktionen utan utomekonomisk intervention, har den kapitalistiska staten en relativ autonomi i förhållande till samhällets huvudklasser. Statens uppgift är att garantera de förhållanden under vilka produktionen och reproduktionen sker, och den kan inte reduceras till enbart ett uttryck för den härskande klassen. Eftersom det dessutom finns en mängd olika klasser från olika produktionssätt och även olika klassfraktioner i det kapitalistiska produktionssättet, talar Poulantzas om att det finns ett "maktblock" bestående av olika klasser och klassfraktioner som har "hegemoni" i staten. Detta maktblock kan härska genom att staten, speciellt genom politiska och ideologiska praktiker, kan upplösa de behärskande klassernas enhet, exempelvis genom att behandla människorna i de underordnade klasserna som isolerade individer där var och en har en röst.